# Marcantonio Pacelli

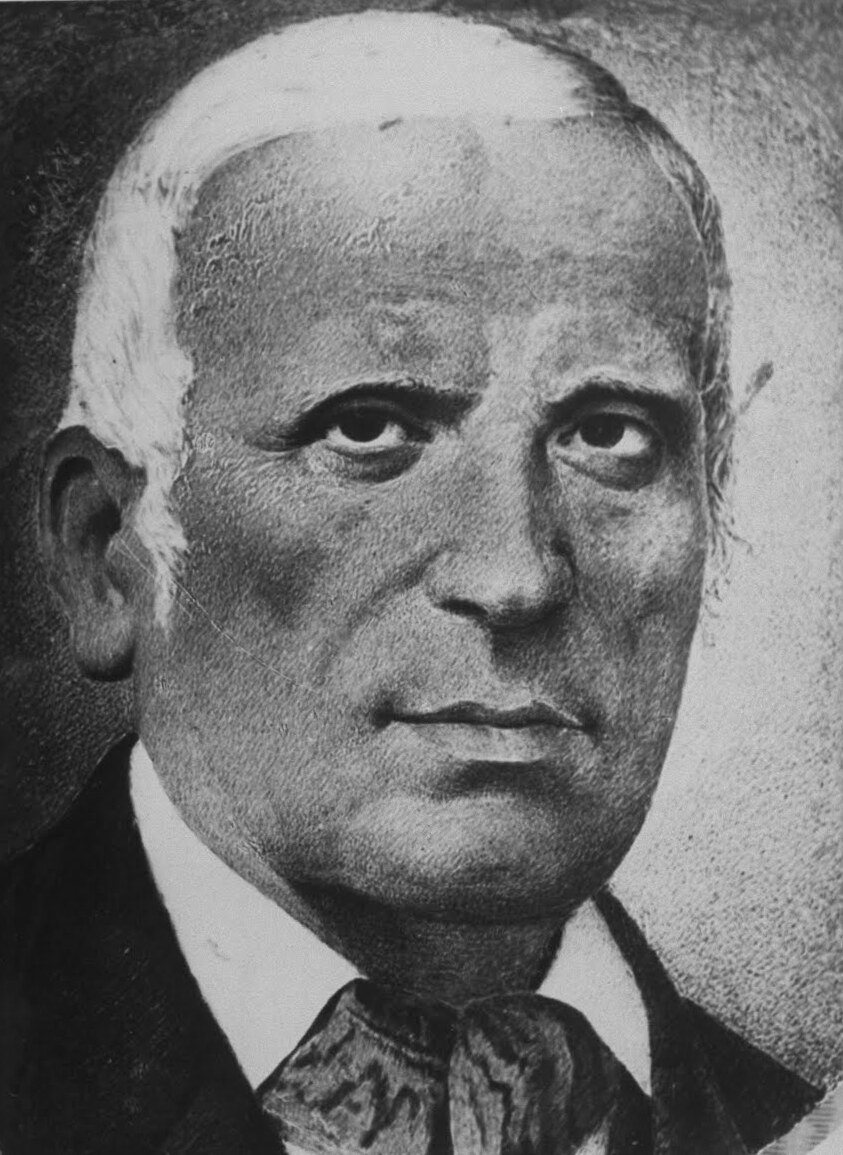
Marcantonio Pacelli

Marcantonio Pacelli (Onano, 15 april 1804 – Rome, 8 juni 1902) was een Italiaans advocaat en adviseur van het Vaticaan. Hij was de grootvader van Eugenio Pacelli, de latere paus Pius XII.

## Levensloop
Marcantonio was de zoon van Gaetano Pacelli en Maria Antonia Caterini. Gaetano’s zuster, Maria Domenica, was getrouwd met de broer van zijn vrouw, Francesco Caterini. Uit dit huwelijk werd Prospero Caterini geboren, die in 1819 Marcantonio overhaalde hem naar Rome te volgen om daar een kerkelijke carrière te starten. Hoewel hij in 1824 zijn doctoraal canoniek recht behaalde, zou Marcantonio geen geestelijke functie binnen de kerk bekleden. Door paus Gregorius XVI werd Marcantonio aangesteld als advocaat van de Sacra Rota Romana.
Tijdens het pontificaat van paus Pius IX toonde Marcantonio zich een trouw dienaar. Samen met Pius IX vluchtte hij op 24 november 1848 naar Gaeta in het koninkrijk der Beide Siciliën. Deze ballingschap van de paus kwam voort uit opstanden die zich richtten tegen het gezag van de paus (zie: Risorgimento). In de periode november 1848 tot aan april 1850 –toen de paus weer naar Rome terugkeerde- trad Marcantonio op als politiek en juridisch adviseur.
Op 29 januari 1851 werd Marcantonio aangesteld als onderminister van binnenlandse zaken van het Vaticaan, een functie die hij tot september 1870 zou aanhouden toen er een einde kwam aan de Kerkelijke Staat. Als dank voor zijn inzet voor het Vaticaan werd Marcantonio in 1853 door paus Pius IX in de adelstand verheven: markies van Acquapendente. In 1858 werd de titel markies van Sant’Angelo in Vado daaraan toegevoegd.
In 1861 was Marcantonio een van de initiatiefnemers van L'Osservatore Romano, een dagelijks krant van Vaticaanstad die opgericht werd als spreekbuis tegen de antikerkelijke stromingen binnen de Italiaanse gebieden, waarbij de autonomie van de kerkelijke gebieden gevaar liep. Na de inlijving van de kerkelijke gebieden in 1870 zou Marcantonio het nieuwe koninkrijk Italië nooit erkennen.
Marcantonio Pacelli overleed op 98-jarige leeftijd.

## Huwelijk
Hoewel de naam van zijn echtgenote onbekend is, is wel bekend dat uit het huwelijk zeven kinderen werden geboren. Hiertoe behoorden:
- Filippo (1837-1916), getrouwd met Virginia Graziosi en vader van Eugenio Pacelli, de latere paus Pius XII
- Ernesto (?-1925), een belangrijk financieel adviseur van het Vaticaan tijdens de pontificaten van Leo XIII, Pius X en Benedictus XV
- Theresa, de peetmoeder van de latere paus Pius XII
- Giuseppi, de priester die de latere paus Pius XII doopte
- Vincenzo
- Mariarosa